# 북한의 미사일 실험 목록
북한은 1984년부터 수많은 미사일을 시험해왔다. 북한은 단거리 탄도 미사일(SRBM), 중거리 탄도 미사일(IRBM), 대륙간 탄도 미사일(ICBM), 기동 재돌입체(MaRV) 탄도 미사일, 순항 미사일을 시험했다. 일부 북한 미사일 시험은 실패했지만(예: 비행 중 폭발) 다른 미사일 시험은 성공했다. 북한은 2021년 처음으로 극초음속 무기를 시험했다고 주장했지만, 실제로 그랬는지 여부는 불분명하다.
북한이 다수의 SRBM을 동해로 발사했는데, 이는 정치적 제스처로 해석됐다.
| 날짜                  | 정보 |
| 1976–81               | 북한이 소련의 스커드-B와 이집트의 발사대를 사용하여 미사일 개발 프로그램을 시작한다. |
| 1984년 4월 9일        | 첫 번째 스커드-B 미사일 시험 발사. |
| 1988                  | 스커드-B와 스커드-C 미사일의 작전 배치. |
| 1990년 5월            | 첫 번째 노동 미사일 시험. |
| 1993년 5월 29일       | 1993년 북한 미사일 시험 – (1993년 5월 29일/30일) – 노동 |
| 1998년 8월 31일       | 북한이 함경북도 무수단리 발사장에서 첫 번째 탄도 미사일인 운하-1 로켓, 즉 대포동-1 미사일을 발사했다. |
| 1999년 9월 24일       | 북한이 장거리 미사일 시험 중단에 동의했다. |
| 2002                  | 북한이 미사일 시험 중단을 2003년 이후로 연장하겠다고 약속했다. |
| 2004                  | 북한이 중단을 재확인했다. |
| 2005                  | 북한이 단거리 미사일을 일본해로 발사했다. |
| 2006년 3월 8일        | 북한이 일본해로 단거리 미사일 2발을 시험 발사했다. |
| 2006년 7월 5일        | 2006년 북한 미사일 시험 - 대포동-2 실패 |
| 2007년 5월 25일       | 북한이 단거리 미사일을 발사했다. |
| 2007년 6월 7일        | 북한이 해안에서 미사일을 발사 |
| 2008년 3월 28일       | 북한이 함대함 미사일 3발을 발사 |
| 2008년 5월 30일       | 북한이 서해안으로 단거리 미사일 3발을 발사 |
| 2009년 4월 5일        | 운하-2 운반 로켓에 탑재된 광명성-2 위성의 궤도 실패 |
| 2009년 7월 2일        | 2009년 북한 미사일 시험 |
| 2009년 10월 12일      | 북한이 단거리 미사일 5발을 발사 |
| 2012년 4월 13일       | 운하-3 운반 로켓에 탑재된 광명성-3 위성의 발사 실패 |
| 2012년 12월 12일 2012 | 3단 로켓에 탑재된 광명성-3호 2호 위성의 성공적인 발사 |
| 2013년 3월 15일       | 북한이 단거리 미사일을 발사 |
| 2013년 5월 18일       | 2013년 북한 미사일 시험(2013년 한국 위기의 일부) |
| 2014년 2월 27일       | 북한이 단거리 미사일 4발을 발사 |
| 2014년 3월 3일        | 북한이 단거리 미사일 2발을 발사 |
| 2014년 3월 4일        | 북한이 일본해로 로켓 3발을 발사 |
| 2014년 3월 16일       | 북한이 일본해로 단거리 미사일 10발을 발사 |
| 2014년 3월            | 2014년 북한 미사일 시험 노동 포함, 성공 |
| 2015년 5월 9일        | 북한, 잠수함에서 미사일 발사 주장 |
| 2016년 2월 7일        | 광명성-4 위성 발사 성공 |
| 2016년 4월 9일        | 대륙간 탄도 미사일용 엔진 시험 |
| 2016년 8월 24일       | 북한, 미국을 타격할 수 있는 북극성-1 미사일 발사 주장. 이 미사일은 잠수함 발사 탄도 미사일이다. |
| 2016년 10월 15일      | 북한 탄도 미사일 발사 실패 – |
| 2016년 10월 19일      | 중거리 미사일 발사 실패 |
| 2017년 2월 11일       | 북한이 동해 상공에서 북국성-2 미사일을 시험 발사했다. 이는 새로운 중거리 탄도 미사일의 첫 발사였다. |
| 2017년 3월 6일        | 북한이 북서쪽의 동창리 발사장에서 탄도 미사일 4발을 발사했다. 일부는 동해에 떨어지기 전에 620마일(1,000km)을 날았다. |
| 2017년 4월 4일        | 북한이 동쪽 항구인 신포에서 동해로 중거리 탄도 미사일을 시험 발사 |
| 2017년 4월 15일       | 북한이 신포의 해군 기지에서 신원 불명의 지상 발사 미사일을 시험 발사했지만 이륙 직후 폭발했다. |
| 2017년 4월 28일       | 북한이 북창 비행장에서 신원 불명의 미사일을 시험 발사했다. 중거리 KN-17 탄도 미사일로 추정되는 이 미사일은 이륙 후 몇 분 만에 흔들려 부서졌다. |
| 2017년 5월 13일       | 북한이 구성 지역의 시험장에서 화성-12 미사일을 시험 발사했다. 이 미사일은 나중에 중거리 탄도 미사일로 밝혀졌고, 30분간 비행하여 2,111.5km 이상의 고도에 도달했으며, 수평 거리 789km(490마일)를 비행한 후 동해에 떨어졌다. 이러한 미사일은 최소 4,000km의 사거리를 가지고 있으며, 괌에 도달하고 6,000km까지 도달할 수 있다. |
| 2017년 5월 21일       | 북한은 북창 비행장에서 또 다른 중거리 탄도 미사일인 북국성-2를 시험 발사했으며, 이는 동해에 떨어지기 전에 약 500km(310마일)를 이동했다. 이 미사일은 북한의 동해안에서 약 350km(220마일) 떨어진 곳에 떨어졌다. |
| 2017년 5월 29일       | 북한은 단거리 탄도 미사일을 동해로 발사했다. 이는 450km를 이동했다. |
| 2017년 6월 8일        | 북한이 동해로 여러 발의 미사일을 발사했다. 이는 대함 미사일로 추정된다. 한국군은 이 발사가 은둔 정권의 "정밀한 조준 능력"을 보여준다고 말했다. |
| 2017년 6월 23일       | 북한은 대륙간 탄도 미사일에 장착될 수 있는 새로운 로켓 엔진을 시험했다. 이 엔진은 나중에 2017년 후반에 처음 비행한 화성-15의 2단계용이라고 믿어졌다. |
| 2017년 7월 4일        | 북한은 7월 4일에 화성-14라는 이름의 첫 번째 대륙간 탄도 미사일(ICBM)을 시험했다. 이 미사일은 방현 공항에서 남동쪽으로 8km 떨어진 방현 항공기 공장에서 발사되었다. 이 미사일은 높은 궤도로 똑바로 겨냥되었고 우주로 2,500km 이상 날아갔다. 37분 후, 발사 지점에서 930km 떨어진 일본의 배타적 경제 수역에 떨어졌다. 장거리를 목표로 했을 때 미사일은 7,000~8,000km 이상을 날아 알래스카, 하와이, 아마도 시애틀에 도달했을 것이다. 작전 범위는 더 넓어서 9,700km 떨어진 미국 본토 대부분에 있는 목표물에 500kg의 탑재물을 실어 날랐을 것이다. |
| 2017년 7월 28일       | 북한이 2017년에 실시한 14번째 미사일 시험은 2017년 7월 28일 북한 시간으로 23:41(그리니치 표준시 15:41)에 북한 북부의 자강도에서 발사한 또 다른 ICBM이었다. 로스앤젤레스, 덴버, 시카고, 보스턴, 뉴욕시가 사정권 내에 있는 것으로 보인다. 미사일의 재돌입체(RV)는 일본 사람들이 대기권에 진입하여 일본 최북단 섬인 홋카이도 근처에 떨어지는 것을 보았다. 분석 결과, RV는 재진입 시 분해된 것으로 밝혀졌다. 추가 테스트가 필요할 것이다. CIA는 미국 본토를 향한 얕은 궤적의 다양한 응력 하에서 RV의 적절한 성능을 예상하여 평가를 내렸다. |
| 2017년 8월 26일       | 북한은 8월 26일 강원도에서 단거리 탄도 미사일 3발을 시험 발사했다. 2발은 북동쪽 방향으로 약 250km를 비행했고 1발은 발사 직후 폭발했다. |
| 2017년 8월 29일       | 2017년 8월 29일 오전 6시(현지 시간)에 북한은 일본 북부를 향해 탄도 미사일을 발사했다. 미사일의 짧고 낮은 궤적과 3개 조각으로 분해된 것은 무거운 부스트 후 차량의 고장과 일치한다. |
| 2017년 9월 15일       | 북한은 9월 15일 수난 비행장에서 탄도 미사일을 발사했다. 고도는 770km에 도달했고 태평양에 착륙하기 전에 홋카이도 상공에서 17분간 3,700km를 비행했다. |
| 2017년 11월 28일      | 북한은 동부 표준시 오후 1시 30분/평양 시간 오전 3시에 평성 인근에서 ICBM을 발사했다. 로켓은 50분간 비행했고 높이가 2,800마일(4,500km)에 도달했는데, 둘 다 새로운 이정표였다. 미사일은 동쪽으로 600마일(970km)을 날아 동해로 들어갔다. 여름 발사와 달리 일본 정부는 시민들에게 경고하기 위해 휴대전화 경보를 내지 않았다. 북한은 이를 화성-15 미사일이라고 불렀다. 잠재적인 사거리는 8,000마일(13,000km) 이상으로, 워싱턴과 미국 본토, 호주에 도달할 수 있다. 미사일에 대한 많은 정보는 알려지지 않았다. 미사일에는 사거리를 늘리기 위해 모의 탄두가 장착되었을 수 있으며, 이 경우 무거운 탄두를 장착했을 때의 최대 미사일 사거리는 13,000km보다 짧을 수 있다. 일부 전문가들은 위성 이미지에 따르면 북한이 이제 수평으로 미사일에 연료를 공급할 수 있어 미사일이 눈에 보이는 시점부터 발사될 수 있는 시점까지의 지연 시간이 단축될 수 있다고 생각한다. 로켓은 대기권 재진입 시 분해된 것으로 추정된다. |
| 2019년 5월 4일        | 북한은 동해안 원산 근처에서 여러 개의 단거리 발사체를 발사했으며, 처음에는 비행 중에 진로를 수정할 수 있는 러시아 이스칸더 미사일일 가능성이 있다고 추측했다. 나중에 KN-23으로 지정되었다. |
| 2019년 5월 9일        | 북한은 평안북도 신오리 인근에서(발사 지역은 다른 출처에서 구성으로 확인됨) 오후 4시 29분과 오후 4시 49분에 단거리 탄도 미사일 2발을 발사했다. |
| 2019년 7월 25일       | 북한은 새로운 설계로 추정되는 단거리 탄도 미사일 2발을 발사했다. 입증된 최대 사거리는 690km이다. |
| 2019년 7월 31일       | 북한은 "여러" 단거리 탄도 미사일을 발사했다. |
| 2019년 8월 2일        | 북한은 오전 2시 59분과 오전 3시 23분에 단거리 탄도 미사일 2발을 발사했다. |
| 2019년 8월 24일       | 북한이 함경남도 선덕에서 단거리 탄도 미사일 2발을 발사했다. 두 발 모두 동해에 떨어졌다. |
| 2019년 9월 10일       | 북한이 미국과 비핵화 협상 재개를 제안한 직후 개천에서 단거리 발사체 2발을 발사했다. 두 발사체 모두 북한 동해안 바다에 떨어졌다. |
| 2019년 10월 2일       | 북한이 원산 해역에서 신형 잠수함 발사 탄도 미사일(SLBM)을 시험 발사했다. 대한민국 군은 북극성-3으로 명명된 이 미사일이 약 450km를 비행했고 최대 고도 910km에 도달하여 중거리 탄도 미사일이라고 밝혔다. 이 미사일은 시마네 현 앞바다의 일본 배타적 경제 수역에 떨어졌다. 북한은 발사가 성공적이었다고 밝혔다. |
| 2019년 10월 31일      | 북한은 오후 4시 35분과 오후 4시 38분에 순천에서 단거리 발사체 두 발을 시험 발사했다. 두 발사체 모두 약 370km를 비행했고 동해에 떨어지기 전에 최대 고도 90km에 도달했다. |
| 2019년 11월 28일      | 북한은 "단거리 발사체" 두 발을 시험 발사했다. 러시아에서 로켓 배기가 보였다. |
| 2020년 3월 2일        | 북한은 동해안 원산 지역에서 동쪽으로 바다를 건너 미확인 발사체 두 발을 시험 발사했다. 발사체의 작동 범위는 240km이며 최대 고도는 35km이다. |
| 2021년 3월 25일       | 북한은 각각 2.5 실탄두를 탑재한 업그레이드된 KN-23 단거리 탄도 미사일 2발을 시험 발사했으며, 이는 시뮬레이션된 목표물을 정확히 타격했다. 북한의 공식 성명은 사거리가 600km라고 보고했지만, 일본과 한국 소식통은 미사일이 400km를 조금 넘게 날았다고 보고했다. 이후 한국 합동참모본부는 새로운 북한 미사일의 사거리 평가를 600km로 수정했고, 국방부 장관은 지구 곡률로 인한 사각지대 때문에 초기 추정치가 450km라고 말했다. |
| 2021년 9월 11일       | 북한은 KCNA에 따르면 2021년 9월 11일과 12일에 새로운 장거리 순항 미사일을 시험했다. 이 미사일은 1,500km를 날아 북한 해역의 목표물을 성공적으로 타격했으며, 통신사에 따르면 "전략적 역할"을 위한 것이었으며, 분석가 안킷 판다는 핵탄두를 운반할 수 있는 미사일에 대한 일반적인 완곡어법이라고 말했다. |
| 2021년 9월 15일       | 북한은 신원 불명의 탄도 미사일 2발을 일본해로 발사했다. 일본 국방부는 이 미사일이 일본의 배타적 경제 수역에 떨어졌다고 밝혔다. 한국 합동참모본부는 미사일이 800km를 날아 60km 고도에 도달했으며 양덕군에서 발사되었다고 보고했다. KCNA는 나중에 이것이 철도 미사일 시스템의 일부라고 밝혔다. |
| 2021년 9월 28일       | 남한 관리에 따르면 북한이 자강도에서 동해를 향해 단거리 미사일을 발사했다. 한편 일본 정부는 이것이 탄도 미사일일 것이라고 의심했다. 로동신문은 북한이 화성-8이라는 새로운 초음속 미사일을 시험했으며 룡림군의 도양리에서 발사되었다고 밝혔다. 활공 탄두를 포함한 이 시험은 국영 언론에 따르면 성공적이었으며, "매우 중요한 전략적 의미"를 지닌 무기라고 불렀다. |
| 2021년 9월 30일       | KCNA는 북한이 새로운 대공 미사일을 성공적으로 시험했다고 밝혔다. 이 미사일에는 이중 러더 제어 및 이중 임펄스 비행 엔진의 새로운 기술이 포함되어 있다고 덧붙였다. |
| 2021년 10월 19일      | 한국 합참은 오전 10시 17분 신포에서 탄도 미사일이 발사되었다고 발표했다. 중앙일보는 발사된 미사일이 SLBM이라고 주장한다. 로동신문은 10월 20일에 발사에 대해 보도하면서, '영웅 8.24'라는 신포급 잠수함에서 발사된 새로운 SLBM이라고 밝혔다. 이 새로운 미사일은 첨단 유도 기술을 특징으로 하며 '풀업' 기동을 수행할 수 있다. |
| 2022년 1월 5일        | 북한은 2022년 국가 최초의 주요 무기 시험에서 초음속 미사일을 시험 발사했으며, 시험 발사에서 "연속적인 성공"이라고 주장했다. |
| 2022년 1월 10일       | 북한은 올해 두 번째 탄도 미사일을 시험 발사했으며, 아마도 화성-8 미사일일 것이다. 분리된 초음속 활공체(HGV)가 있었다고 주장한다. 미사일은 동해에서 목표물을 맞혔다. 한국의 합동참모본부(JCS)에 따르면 미사일은 마하 10의 속도에 도달했지만, 합동참모본부는 지금까지 미사일이 실제 초음속 활공체(HGV)인지 확인하기를 거부했다. 미사일은 사거리 700km 또는 434.96마일, 원지점 60km 또는 37.3마일에 도달했다. NORAD와 FAA도 이 발사에 대응하여 서부 해안 항공기를 포틀랜드까지 5~7분간 지상에 두었고, FAA는 이러한 지연에 대한 공식적인 이유를 밝히지 않았는데, 아마도 NORAD가 미사일이 미국을 향해 날아갈 경우 요격을 시도할 수 있도록 하기 위한 것 같다. 이러한 미군의 반응은 북한이 실제로 초보적인 초음속 차량 역량을 보유하고 있음을 시사하는 듯한다. |
| 2022년 1월 15일       | 북한은 짧은 통보 임무에서 두 개의 별도 열차에서 두 개의 KN-23 단거리 미사일을 시험 발사했다. 이 훈련은 국가의 새로운 철도 기반 미사일 연대의 대응 시간과 경계 태세를 테스트하기 위한 것이었다. 이것은 2021년 9월 15일에 처음 발사된 이후 두 번째로 보고된 철도 기반 미사일 시험이었다. 미사일은 동해의 목표물을 타격했다. 미사일은 사거리 430km(270마일), 정점 고도 36km(22마일), 최고 속도 마하 6(7,350kmph)에 도달했다. 북한의 국영 언론은 시험의 성공적 특성으로 인해 철도 기반 미사일 역량이 전국으로 확장될 것이라고 주장했다. |
| 2022년 1월 25일       | 북한은 1,800km(1,100마일) 떨어진 더미 표적에 장거리 순항 미사일 2발을 평균 마하 1.47(720km/h(450mph))의 속도로 시험 발사했다. |
| 2022년 1월 30일       | 북한은 중거리 탄도 미사일(IRBM) 화성-12 미사일을 발사했다. 미사일은 더 낮은 원지점에서 발사되어 실제 사거리가 제한되었고, 미사일은 2,000km(1,200마일)의 고도에 도달했으며, 사거리는 800km(500마일)에 도달하여 동해의 한반도 배타적 경제 수역에 떨어졌다. 이번 발사는 그 달에 실시된 7번째 시험이며 2017년 11월 시험 이후 두 번째 IRBM이다. |
| 2월 27일, 2022        | 북한이 동해를 향해 탄도 미사일을 발사했다. 미사일은 높이 600km(370마일)에 도달했고 사거리는 300km(190마일)에 달했으며, 순안 지역에서 감지되었다. 북한은 28일 만에 시험 발사를 재개했다. |
| 2022년 3월 5일        | 북한이 화성-17 ICBM 시스템을 시험 발사했지만, 성능이나 사거리는 줄었다. |
| 2022년 3월 16일       | 일본 NHK에 따르면 북한은 ICBM이라고 주장되는 발사체를 시험 발사하려 했으며, 일본 방위성(일본)의 소식통을 인용했다. 이 로켓은 발사 직후 분해되었다. |
| 2022년 3월 24일       | 북한은 4년 만에 처음으로 ICBM을 성공적으로 발사했다. ICBM은 1,080km 거리, 6,000km 고도에서 발사되어 미국 본토 전역에 도달할 수 있는 능력을 시사했다. 북한은 ICBM이 새로운 화성-17이라고 주장했다. 일부 분석가들은 이 발사가 실제로는 더 작은 2017년 화성-15 ICBM이며, 더 멀리 날아갈 수 있도록 상당한 탑재물을 제거했다고 믿는다. |
| 2022년 4월 16일       | 북한이 동해안으로 단거리 전술 장치 두 개를 시험 발사했는데, 높이는 24km(15마일)이고 사거리는 112km(70마일)에 달했다. |
| 2022년 5월 4일        | 북한이 일본의 배타적 경제 수역 밖 바다로 탄도 미사일을 발사했다. 미사일은 500km를 이동했고 고도는 800km였다. |
| 2022년 5월 7일        | 북한이 잠수함에서 발사한 것으로 추정되는 단거리 탄도 미사일을 발사했다. 탄도는 600km이고 고도는 약 60km였다. 미사일은 동해에 떨어졌다. |
| 2022년 5월 12일       | 남한에 따르면 북한은 단거리 탄도 미사일 세 발을 발사했다. |
| 2022년 5월 25일       | 남한에 따르면 북한이 ICBM과 다른 미사일 2개를 발사했다. |
| 2022년 6월 5일        | 북한이 단거리 탄도 미사일 8개를 발사했다. 일본에 따르면 적어도 1개의 미사일은 가변 궤적을 가지고 있었다. |
| 2022년 8월 17일       | 북한이 1월 이후 처음으로 순항 미사일 시험을 실시하면서 순항 미사일 2개를 바다로 발사했다고 한다. 탄도 미사일 시험과 달리 순항 미사일 시험은 유엔의 북한 제재에 의해 금지되지 않는다. |
| 2022년 9월 25일       | 북한이 동해로 탄도 미사일을 발사했다고 한국군이 밝혔다. 이 시험은 미국의 핵추진 항공모함 USS 로널드 레이건호와 그 타격대가 합동 군사 훈련을 위해 한국에 도착한 직후에 실시되었다. |
| 2022년 9월 28일       | 북한이 불규칙한 궤적으로 알려진 미사일 2발을 발사했다. |
| 2022년 9월 29일       | 북한이 최소 1발의 미사일을 발사했다. |
| 2022년 10월 1일       | 북한이 탄도 미사일을 발사했다. |
| 2022년 10월 4일       | 북한이 일본을 지나 일본해에 무사히 착륙한 IRBM을 발사했다. |
| 2022년 10월 6일       | 북한이 탄도 미사일을 발사했다. |
| 2022년 10월 9일       | 북한이 탄도 미사일 2발을 발사했다. |
| 2022년 10월 12일      | 북한이 장거리 순항 미사일 2발을 발사했으며, 각각 2,000km(1,200마일)를 비행했고, 목표물을 타격한 것으로 보고되었다. |
| 2022년 10월 14일      | 북한이 단거리 탄도 미사일을 동쪽 해역으로 발사했다. |
| 2022년 10월 28일      | 북한이 동쪽 해안에서 탄도 미사일을 발사한 것으로 보고되었다. |
| 2022년 11월 2일       | 북한이 다양한 유형의 미사일 23발을 발사한 것으로 알려졌는데, 이는 단 하루에 가장 많은 수치다. 여기에는 울릉도에서 167km 떨어진 국제 해역에 떨어진 탄도 미사일이 포함되어 있어 공습 경보가 울렸다. |
| 2022년 11월 3일       | 북한이 동해안에서 탄도 미사일 3발(장거리 1발, 단거리 2발)을 발사한 것으로 알려졌으며, 그중 하나는 일본 근처를 비행한 것으로 알려졌다. |
| 2022년 11월 5일       | 북한이 단거리 탄도 미사일 4발을 서해로 발사한 것으로 알려졌다. 한국군은 미사일이 약 20km(12마일) 고도에서 약 130km(81마일)를 비행했다고 밝혔다. |
| 2022년 11월 8일       | 북한이 수요일에 최소 1발의 탄도 미사일을 바다로 발사한 것으로 알려졌으며, 한국은 이전 발사의 파편이 소련 시대 SA-5 지대공 미사일의 일부라고 확인했다고 밝혔다. |
| 2022년 11월 18일      | 북한이 금요일에 최소 1발의 탄도 미사일을 바다로 발사한 것으로 알려졌으며, 이는 화성-17의 첫 번째 성공적인 완전 비행으로 여겨진다. 미사일은 일본의 배타적 경제 수역에 떨어졌다. |
| 2022년 12월 18일      | 북한이 중거리 탄도 미사일 2발을 발사한 것으로 알려졌다. |
| 2022년 12월 23일      | 북한이 단거리 탄도 미사일 2발을 발사한 것으로 알려졌다. |
| 2022년 12월 31일      | 북한이 단거리 탄도 미사일 3발을 발사한 것으로 알려졌으며, 비행 거리는 약 350km(220마일)이다. |
| 2023년 2월 18일       | 북한이 화성-15 ICBM을 발사했다. |
| 2023년 2월 20일       | 북한이 탄도 미사일 2발을 발사했다. |
| 2023년 2월 24일       | 북한이 한반도 동해안에서 화살-2 전략 순항 미사일 4발을 발사했다. |
| 2023년 3월-12월       | 북한은 2023년 3월 내내 12발 이상의 미사일을 발사했고, 4월과 7월에 미사일 시험을 실시했다. 2023년 11월 21일, 북한 지도자 김정은이 참석한 가운데, 말리경-1 정찰 위성을 실은 천리마 1 로켓이 서해위성발사장에서 발사되었다. 위성이 궤도에 진입했는지 또는 어떤 영토를 통과했는지는 알 수 없다. 12월 18일, 북한은 지금까지 가장 진보된 미사일을 발사한 것으로 알려졌다. 대륙간 탄도 미사일로, 약 1,000km(621마일)를 73분간 비행했다. |
| 2024년 6월 27일       | 북한이 다탄두 미사일을 개발하는 시험에 성공했다고 주장 |
| 2024년 9월 18일       | 북한이 약 400km를 비행한 여러 발의 단거리 탄도 미사일을 발사했다. |
| 2024년 10월 31일      | 북한이 대륙간 탄도 미사일을 시험했다. |

## 같이 보기
- 조선민주주의인민공화국의 대외 관계
- 조선인민군
- 6.25 전쟁
- 광명성
- 조선민주주의인민공화국의 대량살상무기